# Lucanus hildegardae
Lucanus hildegardae es una especie de coleóptero de la familia Lucanidae.

## Distribución geográfica
Habita en Shaanxi (China).